# 新宮行朝
新宮 行朝（しんぐう ゆきとも）は、江戸時代前期の武将。清和源氏流新宮蔵人行家の子孫と称した。生家である熊野別当家の流れをくむ新宮堀内家とその一族は『寛政重修諸家譜』に詳しい。

## 生涯
慶長元年（1596年）、紀伊国新宮城主・堀内氏善の嫡男（六男、または弟とも）として誕生。初名は堀内氏弘。
豊臣秀吉が天下を統一する前後からその家臣となり、関ヶ原の戦いでは西軍に属して改易、没落した。浅野幸長が紀伊和歌山城主に封ぜられると、行朝は捨て扶持500石を与えられたが出奔した。大坂の陣では、旧領回復のため300人を率いて豊臣氏に与し、大野治房の寄騎を経て伊東長次の部隊に属した。大坂夏の陣の天王寺・岡山の戦いなどで大いに活躍し、紀州一揆により浅野氏を追い詰めた。
大坂城が落城すると一旦逃れたものの、大和国で松倉重政軍に捕らえられた。その後、三弟の堀内氏久（七弟、または甥とも）の千姫救出の功により赦免され、伊勢国津藩藩主・藤堂高虎の家臣となったという。また、異説には大和竜田藩片桐氏に70石で仕えたとも伝わる。